# Джон Сільвер
Джон Сільвер (англ. John Silver) — вигаданий пірат XVIII століття, персонаж роману Роберта Льюїса Стівенсона «Острів скарбів».

## Джон Сільвер в книзі

### Опис і характер
Джон Сільвер мав прізвиська «Тулуб», «Довгоджон», «Одноногий». У Джона Сільвера немає лівої ноги, яку він втратив у битві, пересувається з милицею. На плечі у нього часто сидить папуга на прізвисько «Капітан Флінт». Папуга вміє говорити, найчастіше він вигукує: «Піастри, піастри, піастри!»
За власними словами Джона Сільвера, він служив квартирмейстером і його боявся сам Флінт. В російському варіанті книги Микола Чуковський слово «quartermaster» переклав як «квартирмейстер» (англ. quartiermeister), тобто людина, яка завідує продовольством. За версією Михайла Веллера, насправді Сільвер був квартермастером, тобто начальником квартердека.
В англійській військово-морській термінології квартермастер означає «керманич», «штурман», або «старшина рульових». На суші на квартирмейстера покладався й ряд інших обов'язків, зокрема, забезпечення дисципліни в команді.
Сумнівно, однак, щоб Сільвер коли-небудь виконував обов'язки штурмана. Так, в 11-му розділі, наполягаючи на відстроченні захоплення «Еспаньйоли», він говорить іншому пірату: «Ми можемо тримати курс. А хто зможе його правильно прокласти? Ви, джентльмени, всі до одного тут наплутаєте.»
Також відомо, що в той час, коли Джон Сільвер був квартирмейстером на кораблі Флінта, штурманом був Біллі Бонс. Також, Сільвер в розмові з матросами прямо говорить про те, що він був призначений квартирмейстером через («along of») дерев'яну ногу. Малоймовірно, що людину з каліцтвом призначили б начальником абордажної команди саме через те, що у нього немає ноги. З іншого боку, в термінології піратів квартирмейстер частіше займався керівництвом абордажної команди, частково — боцманськими обов'язками і відстоюванням інтересів екіпажу, і пост був другим по авторитетності після капітанського, але навігаційні обов'язки квартирмейстера зазвичай не доручали.
Отже, Джон Сільвер — не бойовик-абордажник, не штурман, а, швидше за все, боцман з обов'язками портового постачальника (хоча треба визнати, що на одній нозі він рухався по палубі вельми спритно, й участь його в абордажах не виключена). До речі, про дбайливе ставлення до грошей, характерне для постачальника, говорить і сам Сільвер.
Джон Сільвер і на кораблях, і на суші вміло виявляв свої лідерські якості практично в будь-яких умовах, незалежно від посади та обставин. Будучи піратом, потім — господарем припортового закладу, новоявленим судновим кухарем або поваленим інтриганом, — завжди Сільвер вмів пристосуватися і «організуватися». Ця його здатність адаптуватися, незворушність, легкість і товариськість з одного боку, а розважливість і підступність з іншого, діяли на оточуючих майже гіпнотично, вселяли жах і страх.
Фізична сила, природна спритність Джона, незважаючи на каліцтво і вік, «переконливо підкріплювали» при необхідності його словесні аргументи. Наприклад, він особисто убив матроса Тома, який відмовився приєднатися до піратів, спершу метнувши йому в спину свою милицю і зламавши тим самим хребет, а потім добив декількома ударами ножа, а пірата, який сперечався з ним біля ями, уклав з пістолета на місці. Зайвим доказом цього служить і те, що жоден з п'ятьох піратів не ризикнув відповісти на виклик, кинутий їм Сільвером, коли той відстоював своє право бути ватажком. А те, що Сільвера смертельно боявся Біллі Бонс і побоювався сам Флінт, свідчить про те, що Джон був «вельми і вельми» небезпечним суб'єктом.

### Наміри та вчинки
Вперше Сільвер згадується в книзі Біллі Бонсом як таємнича персона. Джим Хокінс про це оповідає так: «Якось він одвів мене вбік і пообіцяв платити по чотири срібні пенси першого числа кожного місяця, якщо я „пильнуватиму одноногого моряка“ і повідомлю його, себто капітана, відразу, тільки-но цей моряк з'явиться поблизу.» («Острів скарбів», розділ 1).
Більш того, вся перша частина просто напхана згадками про одноногого, які разом з динамічними подіями все більше і більше інтригують читача. З'являються і зникають нові страшні лиходії (Чорний Пес, П'ю), але автор дає зрозуміти, що це ще тільки квіточки, що десь таїться головне зло — одноногий.
Сам же Джон Сільвер з'являється в книзі лише в другій частині, причому — самим безневинним способом: його знаходить в Брістолі сквайр Трелоні. Оскільки Сільвер тримав таверну «Підзорна труба» біля самого порту, то, розшукуючи команду на найняте судно «Еспаньйола», сквайр і наткнувся на цього жартівника та й вибовкав йому, що вирушає за скарбами. Джон відразу найнявся до нього коком, а також порекомендував йому цілу команду матросів, які опинилися насправді піратами, що раніше були, як і сам Сільвер, в складі команди самого Флінта. Надалі Трелоні похвалиться доктору Лівсі і Джиму Гокінсу: «Я думав, що я знайшов кухаря, а виявилося, що я знайшов цілу команду». При цьому всі підозри в тому, що саме судновий кухар і є той «одноногий» автор лише підсилює, зберігаючи інтригу.
Під час плавання Сільвер неймовірними зусиллями утримує команду від бунту, тягне до останнього, і тільки в ніч, коли на горизонті вже з'являється острів Скарбів, юнзі Джиму Хокінсу випадково вдається розкрити цю таємницю екіпажу, підслухавши розмову Джона з Ізраелем Гендсом і молодим матросом Діком. Саме в цей момент персонаж Джон Сільвер і стає самим собою — в момент, коли судновий кухар за сюжетом «скидає личину», хоча і частково (тільки для читача), так як до відкритого протистояння героїв книги справа поки не дійшла.
І навіть під час висадки на берег, коли, за словами Джима Гокінса, «все було ясно, як день», — навіть тоді Сільвер не розкривається повністю і веде гру самим хитрим чином, лавіруючи між головорізами, які ще не вирішилися на явний бунт, і вже майже повністю втратившими весь свій вплив експедиціонерами. Намагаючись заволодіти скарбами раніше сквайра і доктора, Джон висаджується на острів разом з командою, залишивши на кораблі кілька своїх людей, і влаштовує табір на болоті. Ця фатальна помилка ледь не вартувала йому життя: половина з його команди захворіла на хворобу, яка перебігала з гарячкою, а одного з піратів було вбито уві сні Беном Ганном.
Побачивши, що доктор, сквайр і капітан Смоллетт сховалися в форті, побудованому Флінтом, Сільвер приходить туди з білим прапором на переговори. Не досягши нічого, Сільвер пробує взяти форт штурмом, але безуспішно. Вночі Джону на голову звалюється нове потрясіння: він виявляє, що «Еспаньйола» зникла. Сільвер першим із зграї піратів розуміє, що гра програна. Він починає думати про те, як вийти сухим з води.
Наступного дня до нього приходить доктор Лівсі з білим прапором і укладає з Сільвером договір, на підставі якого піратам дістаються карта і форт. Команда Сільвера тут же перебирається туди.
Вночі, помилково, в форт повертається Джим Гокінс, який взяв корабель, чим викликає у Джона Сільвера і здивування, і одночасно — запал. У цьому хлопчикові Сільвер раптом бачить шанс на порятунок від петлі, яка чекала б його відразу після прибуття в Англію. Старий одноногий пірат і підліток укладають договір: Джон рятує Хокінса від своєї збунтованої команди (в результаті чого він ледь не позбавляється звання капітана), а Джим обіцяє свідчити на користь Сільвера, якщо справа дійде до суду. Коли вранці з білим прапором приходить доктор Лівсі, Джон і його просить бути на суді свідком того, що він рятує хлопчикові життя. Доктор же натякає Сільверу, щоб той не поспішав з пошуками скарбів, але Сільверу залишається тільки діяти у всіх на виду, передчуваючи поразку.
Вирушивши в дорогу і користуючись вказівками Флінта на карті, пірати швидко знаходять місце зберігання скарбів. Однак замість обіцяних семисот тисяч вони знаходять лише дві гінеї. У розпал суперечки між Сільвером і Джорджем Меррі доктор і Грей відкривають вогонь по піратах і виграють цю останню сутичку, вразивши кулями двох піратів, включаючи Меррі, і спонукають інших до втечі. Сам Сільвер добиває Меррі пострілом з пістолета в упор.
Джон Сільвер, «покаявшись», знову заступає на службу до капітана Смоллетта. Але на шляху до Англії Сільвер краде шлюпку і, привласнивши триста або чотириста гіней, збігає з корабля в мексиканському порту за допомогою Бена Ганна, який так і не зумів вийти з-під його впливу. У підсумку, Довгий Джон Сільвер як справжній майстер таємниці (по вгадуваному задуму автора книги), остаточно зникає з поля зору героїв роману, оскільки, як сказано, ніхто більше про нього нічого не чув.

## Джон Сильвер у сучасній культурі